# Maria de Hesse-Cassel
Maria de Hesse-Cassel (Maria Guilhermina Frederica), (21 de janeiro de 1796 - 30 de dezembro de 1880) foi a consorte de Jorge I, Grão-Duque de Meclemburgo-Strelitz.

## Primeiros anos
A princesa Maria de Hesse-Cassel, segunda filha do conde Frederico III de Hesse-Cassel e da sua esposa, a princesa Carolina de Nassau-Usingen, nasceu em Hanau, Hesse-Cassel. Pelo lado do pai era uma bisneta do rei Jorge II da Grã-Bretanha. O irmão mais velho do pai tornou-se príncipe-eleitor de Hesse, um título que passou a ser passado de geração em geração na família de Hesse-Cassel.
A sua irmã Augusta casou-se com o príncipe Adolfo, Duque de Cambridge, o sétimo filho do rei Jorge III do Reino Unido.

## Casamento
No dia 12 de agosto de 1817, em Cassel, Maria casou-se com o grão-duque Jorge I, Grão-Duque  de Meclemburgo-Strelitz, filho de Carlos II, Grão-Duque de Meclemburgo-Strelitz. Juntos tiveram quatro filhos:
- Luísa de Meclemburgo-Strelitz (1818-1842)
- Frederico Guilherme, Grão-Duque de Meclemburgo-Strelitz (1819-1904), casado com a princesa Augusta de Cambridge
- Carolina de Meclemburgo-Strelitz (1821-1876) casada com Frederico VII da Dinamarca
- Jorge de Meclemburgo-Strelitz (1824-1876) casado com a grã-duquesa Catarina Mikhailovna da Rússia, pai de Carlos Miguel de Meclemburgo-Strelitz